# Saint-Just (Pyrénées-Atlantiques)
Pour les articles homonymes, voir Saint-Just (homonymie).
Saint-Just est une ancienne commune française du département des Pyrénées-Atlantiques. Le 25 juin 1841, la commune fusionne avec Ibarre pour former la nouvelle commune de Saint-Just-Ibarre.

## Géographie
Saint-Just fait partie du pays d'Ostabarret, dans la province basque de Basse-Navarre.

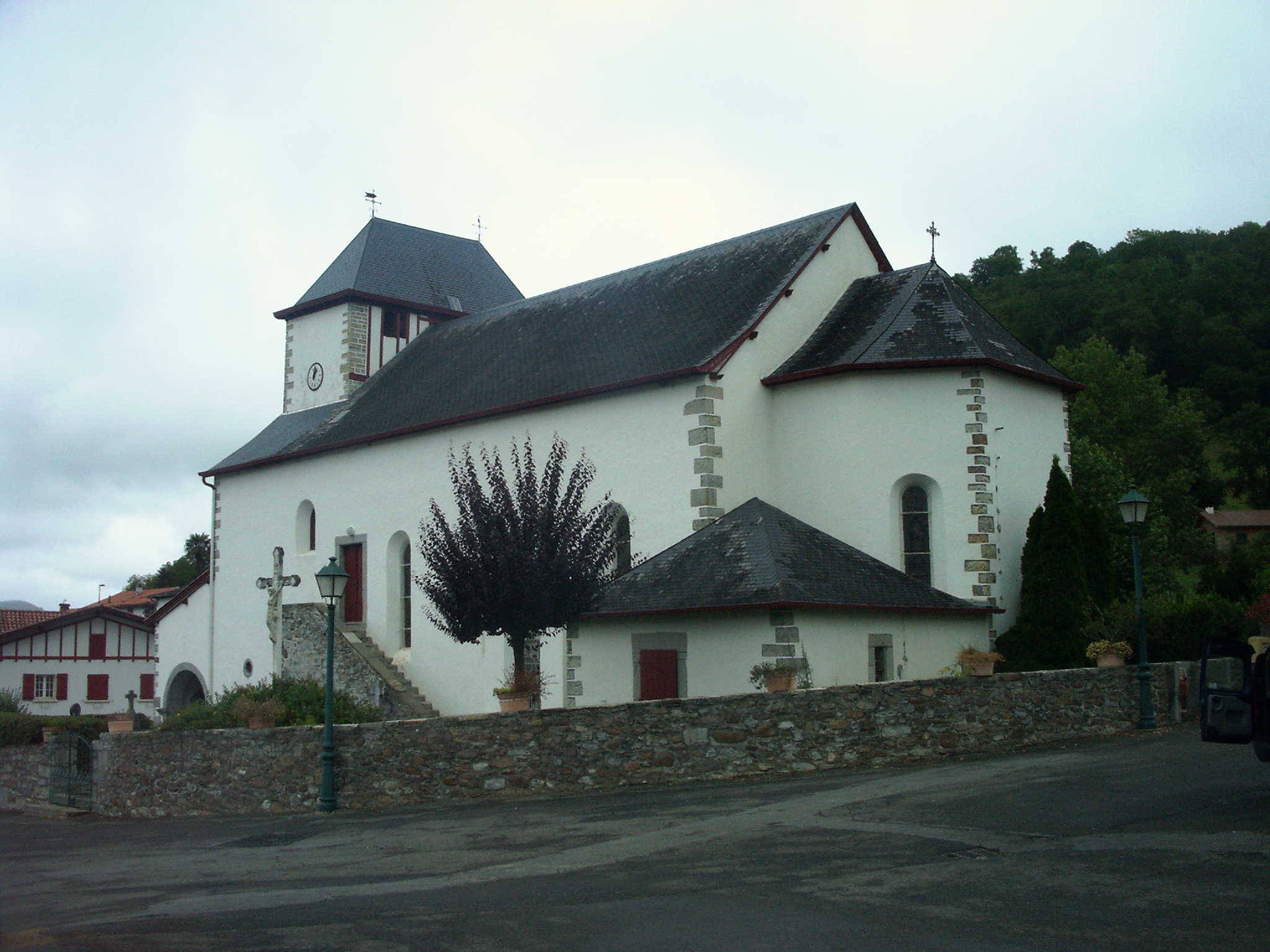
L'église Saint-Just et Bon Pasteur

## Toponymie
Son nom basque est Donaixti ou Don-Isti.
Le toponyme Saint-Just apparaît sous les formes 
Sent-Just deu pays d'Ostabares (1477, contrats d'Ohix, feuillet 48), 
Sant-Just (1513, titres de Pampelune) et
S-Iust (1650).

## Administration
| Période | Période | Identité                    | Étiquette | Qualité      |
| ------- | ------- | --------------------------- | --------- | ------------ |
| 1801    | 1807    | Marc-Antoine de Saint-Jayme |           | juge de paix |
| 1808    | 1815    | Garateguy                   |           |              |
| 1816    | 1833    | Marc-Antoine de Saint-Jayme |           |              |
| 1833    | 1837    | Hidondo                     |           |              |
| 1837    | 1841    | Dominique Yribarne          |           |              |

## Démographie
Le recensement réalisé sur ordre de Charles III de Navarre, des hommes et des armes qui sont dans le présent royaume de Navarre d'en deçà les ports, mentionne 13 feux en 1551 à Saint-Just.
| 1793 | 1800 | 1806 | 1821 | 1831 | 1836 |
| ---- | ---- | ---- | ---- | ---- | ---- |
| 438  | 445  | 465  | 565  | 573  | 654  |

## Culture et patrimoine

### Patrimoine religieux
L'église Saint-Just et Bon Pasteur date de 1751.

## Pour approfondir